# 1862
Il 1862 (MDCCCLXII in numeri romani) è un anno  del XIX secolo.

## Eventi
- Victor Hugo scrive uno dei suoi romanzi più noti: I miserabili.
- Alexander Parkes inventa la Parkesite, altrimenti nota come celluloide.
- Richard Gatling costruisce la prima mitragliatrice.
- 6 aprile – La Repubblica di San Marino adotta l'attuale bandiera.
- 8 giugno – Papa Pio IX canonizza i ventisei cristiani del Giappone martirizzati a Nagasaki il 5 febbraio 1597.
- 24 agosto – Entrata in vigore della lira italiana.
- 29 agosto – Giornata dell'Aspromonte: L'esercito regio ferma la marcia di Garibaldi dalla Sicilia verso Roma. Garibaldi, ferito viene trasportato al Varignano (La Spezia).
- 22 settembre – Otto von Bismarck viene nominato cancelliere del Regno di Prussia.
- 17 ottobre – La Biblioteca Comunale di Caltanissetta, viene intitolata a Luciano Scarabelli.
- 11 dicembre – Battaglia di Fredericksburg: Nel corso della Guerra di secessione americana, l'esercito degli Stati Confederati d'America prevale su quello degli Stati Uniti.
- 31 dicembre – Guerra di secessione americana: Abramo Lincoln firma un atto che ammette la Virginia Occidentale nell'Unione, sanzionando quindi l'avvenuta divisione delle contee occidentali dal resto dello Stato. Allo stesso tempo, si combatte la Battaglia di Stones River, nei pressi di Murfreesboro (Tennessee), nella quale l'esercito dell'Unione sconfigge l'esercito dei confederati.

## Nati
Ci sono circa 630 voci su persone nate nel 1862; vedi la pagina Nati nel 1862 per un elenco descrittivo o la categoria Nati nel 1862 per un indice alfabetico.

## Morti
Ci sono circa 290 voci su persone morte nel 1862; vedi la pagina Morti nel 1862 per un elenco descrittivo o la categoria Morti nel 1862 per un indice alfabetico.

## Calendario
| Calendario 1862 | Calendario 1862 | Calendario 1862 | Calendario 1862 | Calendario 1862 | Calendario 1862 | Calendario 1862 | Calendario 1862 | Calendario 1862 | Calendario 1862 | Calendario 1862 | Calendario 1862 | Calendario 1862 | Calendario 1862 | Calendario 1862 | Calendario 1862 | Calendario 1862 | Calendario 1862 | Calendario 1862 | Calendario 1862 | Calendario 1862 | Calendario 1862 | Calendario 1862 | Calendario 1862 | Calendario 1862 | Calendario 1862 | Calendario 1862 | Calendario 1862 | Calendario 1862 | Calendario 1862 | Calendario 1862 | Calendario 1862 | Calendario 1862 |
| --------------- | --------------- | --------------- | --------------- | --------------- | --------------- | --------------- | --------------- | --------------- | --------------- | --------------- | --------------- | --------------- | --------------- | --------------- | --------------- | --------------- | --------------- | --------------- | --------------- | --------------- | --------------- | --------------- | --------------- | --------------- | --------------- | --------------- | --------------- | --------------- | --------------- | --------------- | --------------- | --------------- |
|                 | 1               | 2               | 3               | 4               | 5               | 6               | 7               | 8               | 9               | 10              | 11              | 12              | 13              | 14              | 15              | 16              | 17              | 18              | 19              | 20              | 21              | 22              | 23              | 24              | 25              | 26              | 27              | 28              | 29              | 30              | 31              |                 |
| Gennaio         | Me              | Gi              | Ve              | Sa              | Do              | Lu              | Ma              | Me              | Gi              | Ve              | Sa              | Do              | Lu              | Ma              | Me              | Gi              | Ve              | Sa              | Do              | Lu              | Ma              | Me              | Gi              | Ve              | Sa              | Do              | Lu              | Ma              | Me              | Gi              | Ve              |                 |
| Febbraio        | Sa              | Do              | Lu              | Ma              | Me              | Gi              | Ve              | Sa              | Do              | Lu              | Ma              | Me              | Gi              | Ve              | Sa              | Do              | Lu              | Ma              | Me              | Gi              | Ve              | Sa              | Do              | Lu              | Ma              | Me              | Gi              | Ve              |                 |                 |                 |                 |
| Marzo           | Sa              | Do              | Lu              | Ma              | Me              | Gi              | Ve              | Sa              | Do              | Lu              | Ma              | Me              | Gi              | Ve              | Sa              | Do              | Lu              | Ma              | Me              | Gi              | Ve              | Sa              | Do              | Lu              | Ma              | Me              | Gi              | Ve              | Sa              | Do              | Lu              |                 |
| Aprile          | Ma              | Me              | Gi              | Ve              | Sa              | Do              | Lu              | Ma              | Me              | Gi              | Ve              | Sa              | Do              | Lu              | Ma              | Me              | Gi              | Ve              | Sa              | Do              | Lu              | Ma              | Me              | Gi              | Ve              | Sa              | Do              | Lu              | Ma              | Me              |                 |                 |
| Maggio          | Gi              | Ve              | Sa              | Do              | Lu              | Ma              | Me              | Gi              | Ve              | Sa              | Do              | Lu              | Ma              | Me              | Gi              | Ve              | Sa              | Do              | Lu              | Ma              | Me              | Gi              | Ve              | Sa              | Do              | Lu              | Ma              | Me              | Gi              | Ve              | Sa              |                 |
| Giugno          | Do              | Lu              | Ma              | Me              | Gi              | Ve              | Sa              | Do              | Lu              | Ma              | Me              | Gi              | Ve              | Sa              | Do              | Lu              | Ma              | Me              | Gi              | Ve              | Sa              | Do              | Lu              | Ma              | Me              | Gi              | Ve              | Sa              | Do              | Lu              |                 |                 |
| Luglio          | Ma              | Me              | Gi              | Ve              | Sa              | Do              | Lu              | Ma              | Me              | Gi              | Ve              | Sa              | Do              | Lu              | Ma              | Me              | Gi              | Ve              | Sa              | Do              | Lu              | Ma              | Me              | Gi              | Ve              | Sa              | Do              | Lu              | Ma              | Me              | Gi              |                 |
| Agosto          | Ve              | Sa              | Do              | Lu              | Ma              | Me              | Gi              | Ve              | Sa              | Do              | Lu              | Ma              | Me              | Gi              | Ve              | Sa              | Do              | Lu              | Ma              | Me              | Gi              | Ve              | Sa              | Do              | Lu              | Ma              | Me              | Gi              | Ve              | Sa              | Do              |                 |
| Settembre       | Lu              | Ma              | Me              | Gi              | Ve              | Sa              | Do              | Lu              | Ma              | Me              | Gi              | Ve              | Sa              | Do              | Lu              | Ma              | Me              | Gi              | Ve              | Sa              | Do              | Lu              | Ma              | Me              | Gi              | Ve              | Sa              | Do              | Lu              | Ma              |                 |                 |
| Ottobre         | Me              | Gi              | Ve              | Sa              | Do              | Lu              | Ma              | Me              | Gi              | Ve              | Sa              | Do              | Lu              | Ma              | Me              | Gi              | Ve              | Sa              | Do              | Lu              | Ma              | Me              | Gi              | Ve              | Sa              | Do              | Lu              | Ma              | Me              | Gi              | Ve              |                 |
| Novembre        | Sa              | Do              | Lu              | Ma              | Me              | Gi              | Ve              | Sa              | Do              | Lu              | Ma              | Me              | Gi              | Ve              | Sa              | Do              | Lu              | Ma              | Me              | Gi              | Ve              | Sa              | Do              | Lu              | Ma              | Me              | Gi              | Ve              | Sa              | Do              |                 |                 |
| Dicembre        | Lu              | Ma              | Me              | Gi              | Ve              | Sa              | Do              | Lu              | Ma              | Me              | Gi              | Ve              | Sa              | Do              | Lu              | Ma              | Me              | Gi              | Ve              | Sa              | Do              | Lu              | Ma              | Me              | Gi              | Ve              | Sa              | Do              | Lu              | Ma              | Me              |                 |